# Михајло Нешковић
Михајло Нешковић (Шид, 9. фебруара 2000) српски је фудбалер који тренутно наступа за Вождовац.

## Статистика

### Клупска
Ажурирано 4. јуна 2022.
|                    |          |                  |    |   |   |   |   |   |   |   |    |   |  |  |
| Војводина          | 2016/17. | Суперлига Србије | 4  | 0 | — | — | — | — | — | — | 4  | 0 |  |  |
| Војводина          | 2017/18. | Суперлига Србије | 9  | 0 | 1 | 0 | 0 | 0 | — | — | 10 | 0 |  |  |
| Војводина          | 2018/19. | Суперлига Србије | 13 | 0 | 0 | 0 | — | — | — | — | 13 | 0 |  |  |
| Војводина          | 2019/20. | Суперлига Србије | 14 | 2 | 2 | 0 | — | — | — | — | 16 | 2 |  |  |
|                    |          |                  |    |   |   |   |   |   |   |   |    |   |  |  |
| Инђија (позајмица) | 2020/21. | Суперлига Србије | 35 | 4 | 1 | 0 | — | — | — | — | 36 | 4 |  |  |
|                    |          |                  |    |   |   |   |   |   |   |   |    |   |  |  |
| Војводина          | 2021/22. | Суперлига Србије | 17 | 1 | 3 | 0 | 0 | 0 | — | — | 20 | 1 |  |  |
| Војводина          | Укупно   | Укупно           | 57 | 3 | 6 | 0 | 0 | 0 | — | — | 63 | 3 |  |  |
|                    |          |                  |    |   |   |   |   |   |   |   |    |   |  |  |
| Каријера           | Каријера | Каријера         | 92 | 7 | 7 | 0 | 0 | 0 | — | — | 99 | 7 |  |  |
|                    |          |                  |    |   |   |   |   |   |   |   |    |   |  |  |

### Утакмице у дресу репрезентације
| Репрезентација Србије у узрасту до 16 година старости | Репрезентација Србије у узрасту до 16 година старости | Репрезентација Србије у узрасту до 16 година старости | Репрезентација Србије у узрасту до 16 година старости | Репрезентација Србије у узрасту до 16 година старости | Репрезентација Србије у узрасту до 16 година старости | Репрезентација Србије у узрасту до 16 година старости | Репрезентација Србије у узрасту до 16 година старости | Репрезентација Србије у узрасту до 16 година старости | Репрезентација Србије у узрасту до 16 година старости |
| #                                                     | Датум                                                 | Такмичење                                             | Локација                                              | Домаћин                                               | Резултат                                              | Гост                                                  | Гол                                                   | Реф.                                                  |                                                       |
| ----------------------------------------------------- | ----------------------------------------------------- | ----------------------------------------------------- | ----------------------------------------------------- | ----------------------------------------------------- | ----------------------------------------------------- | ----------------------------------------------------- | ----------------------------------------------------- | ----------------------------------------------------- | ----------------------------------------------------- |
| 1.                                                    | 12. мај 2016.                                         | Турнир „Виктор Бањиков“                               | Стaдин Мелњук, Кијев                                  | Србија                                                | 1 : 0                                                 | Бугарска                                              | Гол                                                   | [ 14 ]                                                |                                                       |
| 2.                                                    | 14. мај 2016.                                         | Турнир „Виктор Бањиков“                               | Стaдин Мелники                                        | Украјина                                              | 0 : 1                                                 | Србија                                                |                                                       | [ 15 ]                                                |                                                       |
| 3.                                                    | 15. мај 2016.                                         | Турнир „Виктор Бањиков“                               | Стaдиoн Бaњикoв                                       | Србија                                                | 4 : 2                                                 | Летонија                                              |                                                       | [ 16 ]                                                |                                                       |
| 4.                                                    | 9. јун 2016.                                          | Меморијални турнир „Миљан Миљанић”                    | Стадион Чукаричког, Баново Брдо                       | Србија                                                | 0 : 1                                                 | Словенија                                             |                                                       | [ 17 ]                                                |                                                       |
| 5.                                                    | 10. јун 2016.                                         | Меморијални турнир „Миљан Миљанић”                    | Стадион Чукаричког, Баново Брдо                       | Србија                                                | 4 : 0                                                 | Црна Гора                                             |                                                       | [ 18 ]                                                |                                                       |
| 6.                                                    | 12. јун 2016.                                         | Меморијални турнир „Миљан Миљанић”                    | Стадион Чукаричког, Баново Брдо                       | Србија                                                | 1 : 3                                                 | Хрватска                                              |                                                       | [ 19 ]                                                |                                                       |
| 6                                                     | Укупан број утакмица и постигнутих погодака           | Укупан број утакмица и постигнутих погодака           | Укупан број утакмица и постигнутих погодака           | Укупан број утакмица и постигнутих погодака           | Укупан број утакмица и постигнутих погодака           | Укупан број утакмица и постигнутих погодака           | 0                                                     |                                                       |                                                       |

| Репрезентација Србије у узрасту до 17 година старости | Репрезентација Србије у узрасту до 17 година старости | Репрезентација Србије у узрасту до 17 година старости | Репрезентација Србије у узрасту до 17 година старости | Репрезентација Србије у узрасту до 17 година старости | Репрезентација Србије у узрасту до 17 година старости | Репрезентација Србије у узрасту до 17 година старости | Репрезентација Србије у узрасту до 17 година старости | Репрезентација Србије у узрасту до 17 година старости | Репрезентација Србије у узрасту до 17 година старости |
| #                                                     | Датум                                                 | Такмичење                                             | Локација                                              | Домаћин                                               | Резултат                                              | Гост                                                  | Гол                                                   | Реф.                                                  |                                                       |
| ----------------------------------------------------- | ----------------------------------------------------- | ----------------------------------------------------- | ----------------------------------------------------- | ----------------------------------------------------- | ----------------------------------------------------- | ----------------------------------------------------- | ----------------------------------------------------- | ----------------------------------------------------- | ----------------------------------------------------- |
| 1.                                                    | 30. јул 2016.                                         | Међународни турнир „Рацкеве”                          | Градски стадион, Српски Ковин                         | Чешка                                                 | 1 : 0                                                 | Србија                                                |                                                       | [ 20 ]                                                |                                                       |
| 2.                                                    | 1. август 2016.                                       | Међународни турнир „Рацкеве”                          | Градски стадион, Српски Ковин                         | Србија                                                | 1 : 2                                                 | Шкотска                                               |                                                       | [ 21 ]                                                |                                                       |
| 3.                                                    | 30. јул 2016.                                         | Међународни турнир „Рацкеве”                          | Градски стадион, Српски Ковин                         | Мађарска                                              | 2 : 0                                                 | Србија                                                |                                                       | [ 22 ]                                                |                                                       |
| 4.                                                    | 20. септембар 2016.                                   | Пријатељска утакмица                                  | Кућа фудбала, Стара Пазова                            | Србија                                                | 6 : 2                                                 | Белорусија                                            |                                                       | [ 23 ]                                                |                                                       |
| 5.                                                    | 20. септембар 2016.                                   | Пријатељска утакмица                                  | Кућа фудбала, Стара Пазова                            | Србија                                                | 1 : 0                                                 | Белорусија                                            |                                                       | [ 24 ]                                                |                                                       |
| 6.                                                    | 2. март 2017.                                         | Пријатељска утакмица                                  | Етно село Станишићи                                   | Босна и Херцеговина                                   | 1 : 1                                                 | Србија                                                |                                                       | [ 25 ]                                                |                                                       |
| 7.                                                    | 17. март 2017.                                        | Квалификације за Европско првенство                   | Капилов Парк, Гринок                                  | Србија                                                | 2 : 1                                                 | Швајцарска                                            |                                                       | [ 26 ]                                                |                                                       |
| 8.                                                    | 19. март 2017.                                        | Квалификације за Европско првенство                   | Сент Мирен Парк, Пејсли                               | Шкотска                                               | 1 : 0                                                 | Србија                                                |                                                       | [ 27 ]                                                |                                                       |
| 9.                                                    | 22. март 2017.                                        | Квалификације за Европско првенство                   | Капилов Парк, Гринок                                  | Црна Гора                                             | 0 : 1                                                 | Србија                                                |                                                       | [ 28 ]                                                |                                                       |
| 10.                                                   | 27. април 2017.                                       | Пријатељска утакмица                                  | Кућа фудбала, Стара Пазова                            | Србија                                                | 5 : 1                                                 | Украјина                                              |                                                       | [ 29 ]                                                |                                                       |
| 11.                                                   | 4. мај 2017.                                          | Европско првенство                                    | Стадион Поморца, Кострена                             | Србија                                                | 1 : 0                                                 | Република Ирска                                       |                                                       | [ 30 ]                                                |                                                       |
| 12.                                                   | 7. мај 2017.                                          | Европско првенство                                    | Стадион Поморца, Кострена                             | Србија                                                | 1 : 3                                                 | Немачка                                               |                                                       | [ 31 ]                                                |                                                       |
| 13.                                                   | 10. мај 2017.                                         | Европско првенство                                    | Стадион Поморца, Кострена                             | Босна и Херцеговина                                   | 1 : 0                                                 | Србија                                                |                                                       | [ 32 ]                                                |                                                       |
| 14.                                                   | 7. јун 2017.                                          | Пријатељска утакмица                                  | Стадион у Капошвару                                   | Србија                                                | 0 : 0                                                 | Индија                                                |                                                       | [ 33 ]                                                |                                                       |
| 14                                                    | Укупан број утакмица и постигнутих погодака           | Укупан број утакмица и постигнутих погодака           | Укупан број утакмица и постигнутих погодака           | Укупан број утакмица и постигнутих погодака           | Укупан број утакмица и постигнутих погодака           | Укупан број утакмица и постигнутих погодака           | 0                                                     |                                                       |                                                       |

| Репрезентација Србије у узрасту до 18 година старости | Репрезентација Србије у узрасту до 18 година старости | Репрезентација Србије у узрасту до 18 година старости | Репрезентација Србије у узрасту до 18 година старости | Репрезентација Србије у узрасту до 18 година старости | Репрезентација Србије у узрасту до 18 година старости | Репрезентација Србије у узрасту до 18 година старости | Репрезентација Србије у узрасту до 18 година старости | Репрезентација Србије у узрасту до 18 година старости | Репрезентација Србије у узрасту до 18 година старости |
| #                                                     | Датум                                                 | Такмичење                                             | Локација                                              | Домаћин                                               | Резултат                                              | Гост                                                  | Мин.                                                  | Гол                                                   | Реф.                                                  |
| ----------------------------------------------------- | ----------------------------------------------------- | ----------------------------------------------------- | ----------------------------------------------------- | ----------------------------------------------------- | ----------------------------------------------------- | ----------------------------------------------------- | ----------------------------------------------------- | ----------------------------------------------------- | ----------------------------------------------------- |
| 1.                                                    | 11. децембар 2017.                                    | Међународни турнир у Израелу                          | СЦ ФС Израела, Тел Авив                               | Израел                                                | 1 : 0                                                 | Србија                                                |                                                       | [ 34 ]                                                |                                                       |
| 2.                                                    | 12. децембар 2017.                                    | Међународни турнир у Израелу                          | СЦ ФС Израела, Тел Авив                               | Немачка                                               | 1 : 0                                                 | Србија                                                |                                                       | [ 35 ]                                                |                                                       |
| 3.                                                    | 17. април 2018.                                       | Пријатељска утакмица                                  | Кућа фудбала, Стара Пазова                            | Србија                                                | 3 : 3                                                 | Босна и Херцеговина                                   |                                                       | [ 36 ]                                                |                                                       |
| 3                                                     | Укупан број утакмица и постигнутих погодака           | Укупан број утакмица и постигнутих погодака           | Укупан број утакмица и постигнутих погодака           | Укупан број утакмица и постигнутих погодака           | Укупан број утакмица и постигнутих погодака           | Укупан број утакмица и постигнутих погодака           | Укупан број утакмица и постигнутих погодака           | 0                                                     |                                                       |

| Репрезентација Србије у узрасту до 19 година старости | Репрезентација Србије у узрасту до 19 година старости | Репрезентација Србије у узрасту до 19 година старости | Репрезентација Србије у узрасту до 19 година старости | Репрезентација Србије у узрасту до 19 година старости | Репрезентација Србије у узрасту до 19 година старости | Репрезентација Србије у узрасту до 19 година старости | Репрезентација Србије у узрасту до 19 година старости | Репрезентација Србије у узрасту до 19 година старости | Репрезентација Србије у узрасту до 19 година старости |
| #                                                     | Датум                                                 | Такмичење                                             | Локација                                              | Домаћин                                               | Резултат                                              | Гост                                                  | Гол                                                   | Реф.                                                  |                                                       |
| ----------------------------------------------------- | ----------------------------------------------------- | ----------------------------------------------------- | ----------------------------------------------------- | ----------------------------------------------------- | ----------------------------------------------------- | ----------------------------------------------------- | ----------------------------------------------------- | ----------------------------------------------------- | ----------------------------------------------------- |
| 1.                                                    | 31. август 2017.                                      | Меморијални турнир „Стеван Вилотић Ћеле”              | Градски стадион, Суботица                             | Србија                                                | 3 : 1                                                 | Шкотска                                               |                                                       | [ 37 ]                                                |                                                       |
| 2.                                                    | 2. септембар 2017.                                    | Меморијални турнир „Стеван Вилотић Ћеле”              | Стадион Милан Средановић, Кула                        | Србија                                                | 0 : 0                                                 | Украјина                                              |                                                       | [ 38 ]                                                |                                                       |
| 3.                                                    | 4. септембар 2017.                                    | Меморијални турнир „Стеван Вилотић Ћеле”              | Стадион крај Сомборске капије, Суботица               | Србија                                                | 3 : 1                                                 | Израел                                                |                                                       | [ 39 ]                                                |                                                       |
| 4.                                                    | 13. новембар 2017.                                    | Пријатељска утакмица                                  | Кућа фудбала, Стара Пазова                            | Србија                                                | 0 : 2                                                 | Холандија                                             |                                                       | [ 40 ]                                                |                                                       |
| 5.                                                    | 8. септембар 2018.                                    | Меморијални турнир „Стеван Вилотић Ћеле”              | Стадион Милан Средановић, Кула                        | Србија                                                | 1 : 1                                                 | Црна Гора                                             |                                                       | [ 41 ]                                                |                                                       |
| 6.                                                    | 10. септембар 2018.                                   | Меморијални турнир „Стеван Вилотић Ћеле”              | Стадион крај Сомборске капије, Суботица               | Србија                                                | 1 : 1                                                 | Израел                                                |                                                       | [ 42 ]                                                |                                                       |
| 7.                                                    | 11. октобар 2018.                                     | Пријатељска утакмица                                  | Кућа фудбала, Стара Пазова                            | Србија                                                | 0 : 0                                                 | Русија                                                |                                                       | [ 43 ]                                                |                                                       |
| 8.                                                    | 13. октобар 2018.                                     | Пријатељска утакмица                                  | Кућа фудбала, Стара Пазова                            | Србија                                                | 0 : 3                                                 | Русија                                                |                                                       | [ 44 ]                                                |                                                       |
| 9.                                                    | 14. новембар 2018.                                    | Квалификације за Европско првенство                   | Стадион Стангмор Парк, Дунганон                       | Србија                                                | 2 : 2                                                 | Казахстан                                             |                                                       | [ 45 ]                                                |                                                       |
| 10.                                                   | 17. новембар 2018.                                    | Квалификације за Европско првенство                   | Стадион Овал, Белфаст                                 | Северна Ирска                                         | 1 : 3                                                 | Србија                                                |                                                       | [ 46 ]                                                |                                                       |
| 11.                                                   | 20. новембар 2018.                                    | Квалификације за Европско првенство                   | Стадион у Колерејну                                   | Пољска                                                | 1 : 4                                                 | Србија                                                |                                                       | [ 47 ]                                                |                                                       |
| 12.                                                   | 12. фебруар 2019.                                     | Пријатељска утакмица                                  | Стадион у Поречу                                      | Хрватска                                              | 0 : 0                                                 | Србија                                                |                                                       | [ 48 ]                                                |                                                       |
| 13.                                                   | 14. фебруар 2019.                                     | Пријатељска утакмица                                  | Стадион Плава лагуна, Пореч                           | Хрватска                                              | 1 : 0                                                 | Србија                                                |                                                       | [ 49 ]                                                |                                                       |
| 14.                                                   | 26. фебруар 2019.                                     | Пријатељска утакмица                                  | Кућа фудбала, Стара Пазова                            | Србија                                                | 0 : 1                                                 | Словенија                                             |                                                       | [ 50 ]                                                |                                                       |
| 15.                                                   | 28. фебруар 2019.                                     | Пријатељска утакмица                                  | Кућа фудбала, Стара Пазова                            | Србија                                                | 2 : 0                                                 | Словенија                                             | Гол                                                   | [ 51 ]                                                |                                                       |
| 16.                                                   | 20. март 2019.                                        | Квалификације за Европско првенство                   | Стадион у Калдијеру                                   | Украјина                                              | 2 : 2                                                 | Србија                                                |                                                       | [ 52 ]                                                |                                                       |
| 17.                                                   | 23. март 2019.                                        | Квалификације за Европско првенство                   | Стадион Одерцо                                        | Србија                                                | 0 : 2                                                 | Белгија                                               |                                                       | [ 53 ]                                                |                                                       |
| 18.                                                   | 26. март 2019.                                        | Квалификације за Европско првенство                   | Стадион Еуганео, Падова                               | Србија                                                | 0 : 2                                                 | Италија                                               |                                                       | [ 54 ]                                                |                                                       |
| 18                                                    | Укупан број утакмица и постигнутих погодака           | Укупан број утакмица и постигнутих погодака           | Укупан број утакмица и постигнутих погодака           | Укупан број утакмица и постигнутих погодака           | Укупан број утакмица и постигнутих погодака           | Укупан број утакмица и постигнутих погодака           | Укупан број утакмица и постигнутих погодака           | 1                                                     | [ 55 ]                                                |

| Репрезентација Србије у узрасту до 21 године старости | Репрезентација Србије у узрасту до 21 године старости | Репрезентација Србије у узрасту до 21 године старости | Репрезентација Србије у узрасту до 21 године старости | Репрезентација Србије у узрасту до 21 године старости | Репрезентација Србије у узрасту до 21 године старости | Репрезентација Србије у узрасту до 21 године старости | Репрезентација Србије у узрасту до 21 године старости | Репрезентација Србије у узрасту до 21 године старости | Репрезентација Србије у узрасту до 21 године старости |
| #                                                     | Датум                                                 | Такмичење                                             | Локација                                              | Домаћин                                               | Резултат                                              | Гост                                                  | Гол                                                   | Реф.                                                  |                                                       |
| ----------------------------------------------------- | ----------------------------------------------------- | ----------------------------------------------------- | ----------------------------------------------------- | ----------------------------------------------------- | ----------------------------------------------------- | ----------------------------------------------------- | ----------------------------------------------------- | ----------------------------------------------------- | ----------------------------------------------------- |
| 1.                                                    | 13. октобар 2020.                                     | Квалификације за Европско првенство                   | Парну Ранастадион, Парну                              | Естонија                                              | 0 : 0                                                 | Србија                                                |                                                       | [ 56 ]                                                |                                                       |
| 2.                                                    | 6. јун 2021.                                          | Пријатељска утакмица                                  | Кућа фудбала, Стара Пазова                            | Србија                                                | 0 : 0                                                 | Русија                                                |                                                       | [ 57 ]                                                |                                                       |
| 3.                                                    | 8. јун 2021.                                          | Пријатељска утакмица                                  | Кућа фудбала, Стара Пазова                            | Србија                                                | 0 : 3                                                 | Бразил                                                |                                                       | [ 58 ]                                                |                                                       |
| 3                                                     | Укупан број утакмица и постигнутих погодака           | Укупан број утакмица и постигнутих погодака           | Укупан број утакмица и постигнутих погодака           | Укупан број утакмица и постигнутих погодака           | Укупан број утакмица и постигнутих погодака           | Укупан број утакмица и постигнутих погодака           | 0                                                     |                                                       |                                                       |

## Трофеји и награде
Војводина
- Куп Србије : 2019/20.[59]